# Antonio Richardson
Antonio James Richardson (Nashville, 24 febbraio 1992) è un giocatore di football americano statunitense che gioca nel ruolo di offensive tackle ed è attualmente free agent. Non selezionato nell'ambito del Draft NFL 2014 fu in seguito ingaggiato dai Minnesota Vikings della National Football League come undrafted free agent. In precedenza aveva giocato a football per i Volunteers dell'Università del Tennessee.

## Carriera universitaria
Dopo aver frequentato con successo la Pearl Cohn High School di Nashville, presso la quale fu per due anni un all-state offensive lineman guadagnandosi anche un invito all'Army Bowl, Richardson decise di accettare il 2 febbraio 2011 la borsa di studio offertagli dall'Università del Tennessee. Egli fu uno dei giocatori reclutati col miglior punteggio dai Volunteers nel 2011 ed era stato precedentemente inserito da Sporting News al nº 49 tra i migliori prospetti a livello nazionale (7º tra gli uomini della linea offensiva) della Sporting News Top 100 relativa alla classe 2011, e dal celebre sito di scouting Rivals.com al nº 79 tra i migliori prospetti a livello nazionale, 7º tra gli uomini della linea offensiva, e nº 1 assoluto tra tutti i prospetti nello stato del Tennessee.
Nel suo primo anno in Tennessee, Richardson scese in campo in 12 incontri, senza mai partire come titolare e giocando quasi esclusivamente negli special team, fatta eccezione per alcuni snap giocati come extra fullback contro Vanderbilt e Kentucky. L'anno seguente fu promosso tackle sinistro titolare dei Volunteers, partendo dall'inizio in tutti e 12 gli incontri della stagione regolare ed aiutando l'attacco di Tennessee a totalizzare una media di yard complessive a partita pari a 475,9 (20º miglior risultato stagionale a livello nazionale nella NCAA), 315,6 su passaggio (15º miglior risultato stagionale in NCAA), solo 8 sack subiti, per una media di 0,67 a partita (4º miglior risultato stagionale in NCAA). In questa stessa stagione, inoltre, i Volunteers registrarono ben 5 partite con più di 500 yard totali accumulate dall'attacco, miglior risultato dell'ateneo dalla stagione 1997, mentre Richardson fu in particolar modo elogiato dagli addetti ai lavori per aver limitato per quasi tutta la partita, nel match perso 35-38 contro South Carolina, il forte defensive end Jadeveon Clowney, che riuscì ad avere la meglio solo nel finale quando eludendo la marcatura di Richardson riuscì a forzare il fumble che permise ai Gamecocks di far loro la partita. Al termine della stagione fu poi inserito nel Second-team All-SEC dall'Associated Press.
Nel 2013 fu nuovamente titolare in tutti e 12 gli incontri stagionali nel ruolo di tackle sinistro, aiutando l'attacco di Tennessee a totalizzare 2.261 yard su corsa (miglior risultato dell'ateneo dal 2004) e 5 partite con più di 200 yard su corsa, ed il running back Rajion Neal a superare le 1000 yard stagionali su corsa. A fine stagione fu ancora una volta inserito nel Second-team All-SEC oltre che nel Third-team All-American da CBSSports.com.

## Carriera professionistica

### Minnesota Vikings
Richardson era considerato uno dei migliori offensive tackle in vista del Draft NFL 2014 (era pronosticato per esser scelto tra 2º e 3º giro) al quale si presentava da underclassman, avendo deciso di rendersi eleggibile dopo aver rinunciato al suo ultimo anno al college. Nonostante le premesse egli non fu selezionato da alcuna squadra (principalmente per dubbi sulla sua salute fisica), ma, considerato a quel punto uno dei 10 migliori giocatori ed il miglior offensive tackle non esser stato selezionato al Draft, già il 10 maggio, poco dopo il termine del Draft, fu ingaggiato dai Minnesota Vikings come undrafted free agent.
Dopo un'ottima pre-stagione, le quotazioni di Richardson per ottenere un posto tra i 53 a roster erano in netta ascesa ma un gonfiore al ginocchio rimediato nell'ultimo incontro della pre-stagione contro i Tennessee Titans lo relegò nella lista degli infortunati per il resto della stagione e lo costrinse a sottoporsi ad un intervento artroscopico agli inizi di settembre.
Il 7 maggio 2015 fu infine svincolato dai Vikings.

## Palmarès

### Individuale

#### Università
- Third team All-American: 1

2013
- Second team All-SEC: 2

2012, 2013